# Lago Niassa
O lago Niassa, a nível mundial também chamado lago Maláui (em suaíli: Nyasa; em inglês: Lake Malawi ou Lake Nyasa) é um dos Grandes Lagos Africanos e está localizado no Grande Vale do Rifte, entre o Maláui, a Tanzânia e Moçambique. Com uma orientação norte-sul, tem 560 km de comprimento, 80 km de largura máxima e 700 m de profundidade máxima. A área está estimada em 31 mil quilómetros quadrados, dos quais 6 400 são território moçambicano.

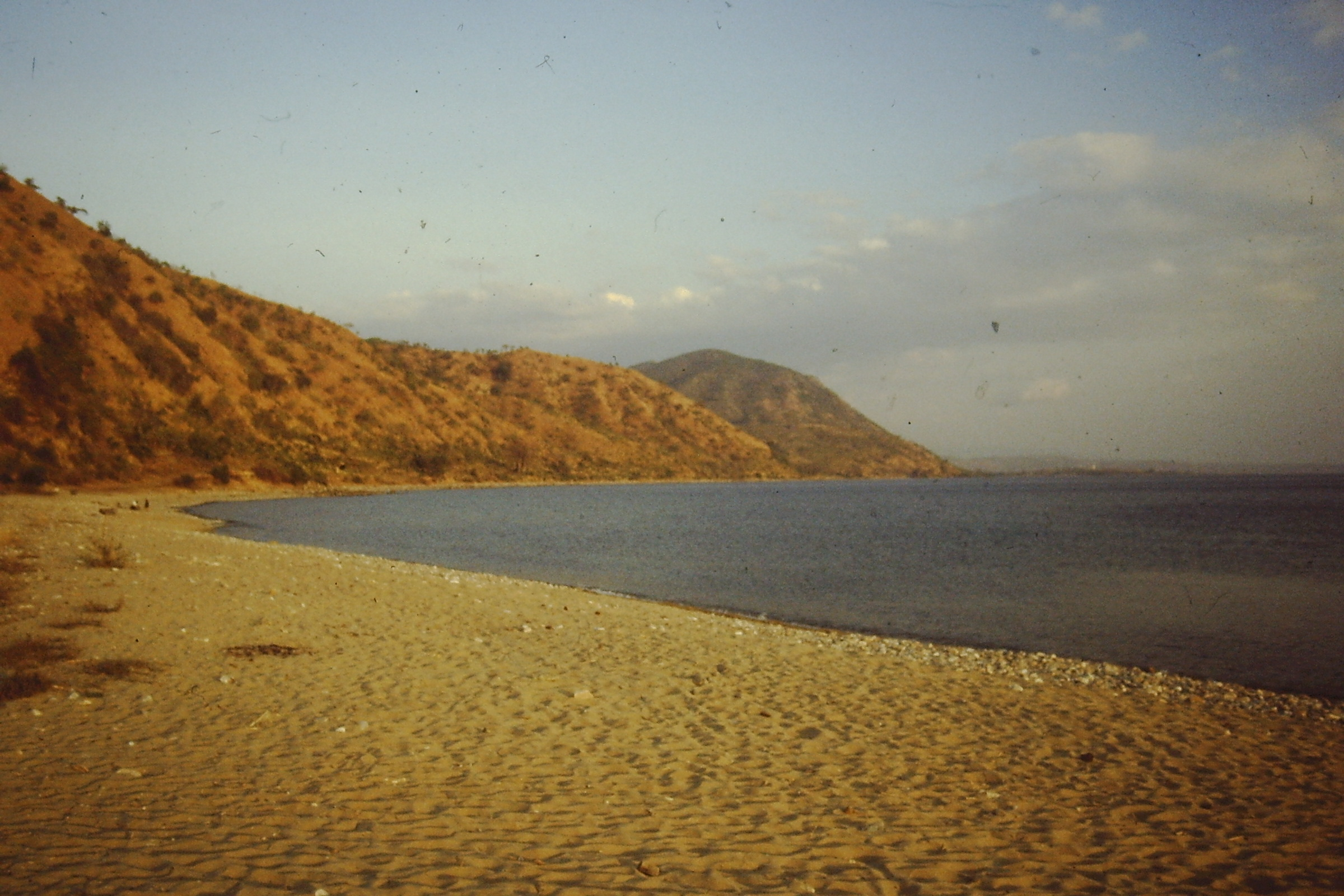
A praia de Chiuanga, ao norte de Metangula

Na língua nianja (ou chinhanja), falada na orla moçambicana do lago, niassa significa "lago", tal como o próprio nome do povo que usa aquela língua, os nianjas, significa "povo do lago". Em cheua, como é conhecida a língua no Maláui, a palavra malawi significa "o nascer do sol", visto que, estando a ocidente do lago, é dessa forma que os malauianos veem nascer o dia, sobre o lago.
É um lago único no mundo por formar uma província biogeográfica específica, com cerca de 400 espécies de ciclídeos descritas endémicas (cerca de 30% de todos os ciclídeos conhecidos no mundo) e provavelmente muitas ainda por descrever. Estima-se que tenha uma idade entre um e dois milhões de anos. Uma vez que se encontra numa região tropical e ser muito profundo, o lago está permanentemente estratificado, com um epilímnio mais quente sobre um hipolímnio mais frio. O nível da água varia com as estações do ano e tem ainda um ciclo de longa duração, com os níveis mais altos em anos recentes, desde que existem registros.
O Parque Nacional do Lago Maláui, no sul do Maláui, abrangendo a extremidade sul do lago, uma dúzia de ilhas, uma região de reserva florestal e uma zona aquática até 100 m da costa foi inscrito pela UNESCO em 1984 na lista dos locais que são Património da Humanidade.
Em abril de 2011, o sítio Lago Niassa e Zona Costeira passou a integrar a lista de zonas úmidas protegidas pela Convenção de Ramsar.